# Карпенко Сергій Гордійович
Карпе́нко Сергі́й Горді́йович (24 вересня 1895, Херсон, Російська імперія — 29 вересня 1959, Житомир, Українська РСР, СРСР) — радянський український актор. Народний артист Української РСР (1957).

## Біографія
Народився 24 вересня 1895 р. в Херсоні. Помер 29 вересня 1959 р. в Житомирі. Похований на Вільському кладовищі. 
Був актором у театрах Одеси, Дніпропетровська, Житомира (ролі у виставах «Хто сміється останнім», «Не називаючи прізвищ»). Виконував ролі простих селян і робітників.
1920 року розпочав сценічну діяльність — Херсонський театр імені Тараса Шевченка. Протягом 1921—1922 років — актор театру-студії імені І. Франка (Херсон-Черкаси).
У 1922—1931 роках — актор театру «Березіль». 
У 1933—1940 роки — актор Театру Червоної армії Київського військового округу.
У 1940—1945 роки — актор Дніпропетровського українського музично-драматичного театру ім. Т. Шевченка.
У 1945—1948 роки — актор Київського українського драматичного театру ім. І. Франка.
У 1948—1959 — актор Житомирського українського музично-драматичного театру.
Похований у Житомирі на Російському цвинтарі.

## Фільмографія
Знявся у фільмах:
- «Людина з лісу» (1927, Полоз; ВУФКУ)
- «Хлопчик з табору» (1930, Павло; ВУФКУ)
- «Фата моргана» (1931, Волик; Київська кіностудія (немає в титрах)
- «Висота №5» (1932, Сидорчук; Українфільм)
- «Кармелюк» (1938, Одеська кіностудія (немає в титрах)
- «Кривавий світанок» (1956, Київська кіностудія (немає в титрах)